# Nils Liedholm
Nils Erik Liedholm (Valdemarsvik, 8 ottobre 1922 – Cuccaro Monferrato, 5 novembre 2007) è stato un calciatore e allenatore di calcio svedese con cittadinanza italiana, di ruolo centrocampista. Con la nazionale svedese fu vicecampione del mondo nel 1958.
Soprannominato il Barone per la sua signorilità, ha legato la maggior parte della sua carriera all'Italia, prima come giocatore nel Milan e poi come allenatore in vari club, tra cui lo stesso Milan e la Roma. Nel 2016 è stato inserito postumamente nella Hall of Fame del calcio italiano.

## Biografia
Nils Liedholm nacque nel 1922 dal padre Erik Fredrik, gestore di una segheria nella città natale di Valdemarsvik, e Cajsa Bergman. Indirizzato dal padre agli studi di ragioneria, conseguiti con successo, cominciò a lavorare presso uno studio di consulenza fiscale, mestiere che abbandonò con l'ingresso definitivo nel mondo del calcio.
Liedholm è stato anche un giocatore di bandy nel Valdemarsvik; è stato inoltre un membro della Federazione Italiana Bandy.
È morto il 5 novembre 2007 ad 85 anni a Cuccaro Monferrato (AL), dove possedeva dal 1973 un'azienda agricola (la tenuta "Villa Boemia") e viveva trascorrendo il tempo a occuparsi dei suoi vigneti insieme al figlio Carlo. È stato sepolto nel cimitero monumentale di Torino, città della moglie, la contessa Maria Lucia Gabotto di Sangiovanni.

## Caratteristiche tecniche
Liedholm era un regista intelligente, rinomato per il suo stile di gioco elegante, l'eccellente gamma di passaggi e la precisione nei cross, nonché per la sua visione e consapevolezza tattica, che gli hanno permesso di dettare il gioco con pazienza e di creare occasioni per i compagni di squadra. Era un giocatore altruista, che portava palla con la testa alta e raramente effettuava dribbling individuali, se non quando strettamente necessari. Si è anche distinto per le sue doti di leadership, nonostante il suo carattere riservato: persona di poche parole ma pesanti. Il suo comportamento era sempre corretto, e a sottolinearlo è il fatto che non ricevette mai un cartellino durante la sua permanenza in Italia. Giocatore versatile e completo, sebbene fosse principalmente un centrocampista era in grado di giocare in diverse posizioni, tra cui quella di trequartista, mezzala sinistra, e a fine carriera anche come libero. Così ne scrisse Bruno Roghi:
(Il Calcio Illustrato, 5 maggio 1955)

## Carriera

### Giocatore

#### Club

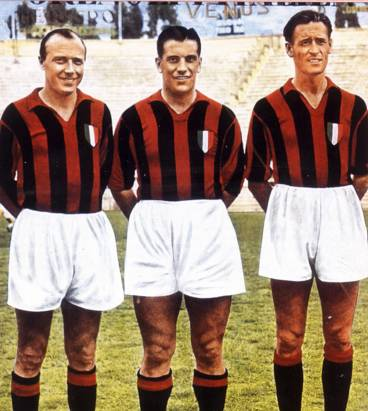
Il Gre-No-Li del Milan; da sinistra: Gunnar Gren, Gunnar Nordahl e il capitano Liedholm.

Entrato relativamente tardi nel calcio professionistico a causa del desiderio del padre, che voleva proseguisse nel mestiere di consulente fiscale, Liedholm crebbe nella squadra calcistica della città natale, il Valdemarsvik, ma fu ben presto notato dagli osservatori di parecchie squadre di livello nazionale, tra cui lo Sleipner e l'IFK Norrköping, squadre in cui Liedholm giocò dal 1942 al 1949. A Norrköping Liedholm vinse due campionati di calcio svedese, nel 1946-47 e 1947-48, e si guadagnò la prima convocazione nella nazionale maggiore.
Nell'estate del 1949, anche grazie all'opera di convincimento di Gunnar Nordahl, venne acquistato dal Milan, dove rimase fino al ritiro agonistico. Quando decise di trasferirsi in Italia, si racconta che abbia detto al padre: "Tranquillo, papà: un anno, massimo due, e poi torno". Finì per passare in Italia il resto della sua vita.
In maglia rossonera fu affiancato dai connazionali Gunnar Gren e Nordahl, con i quali formò il famoso trio Gre-No-Li, pilastro principale dei successi nazionali e internazionali del Milan negli anni 50, che includono quattro scudetti e due Coppe Latine.
Con la maglia rossonera totalizzò 394 presenze e 89 gol, e indossò la fascia di capitano tra il 1956 e il 1961; è tutt'oggi il secondo giocatore straniero con più presenze nella storia del club milanese, preceduto dall'olandese Clarence Seedorf. A ideale conclusione della sua carriera, Liedholm venne raffigurato sulla copertina della prima edizione dell'album di figurine Calciatori Panini per la stagione 1961-62. Lo svedese aveva dato l'addio al Milan e al calcio giocato al termine della stagione precedente.
Il fratello minore Karl giocò un'amichevole nel Milan nella stagione 1954-1955.

#### Nazionale

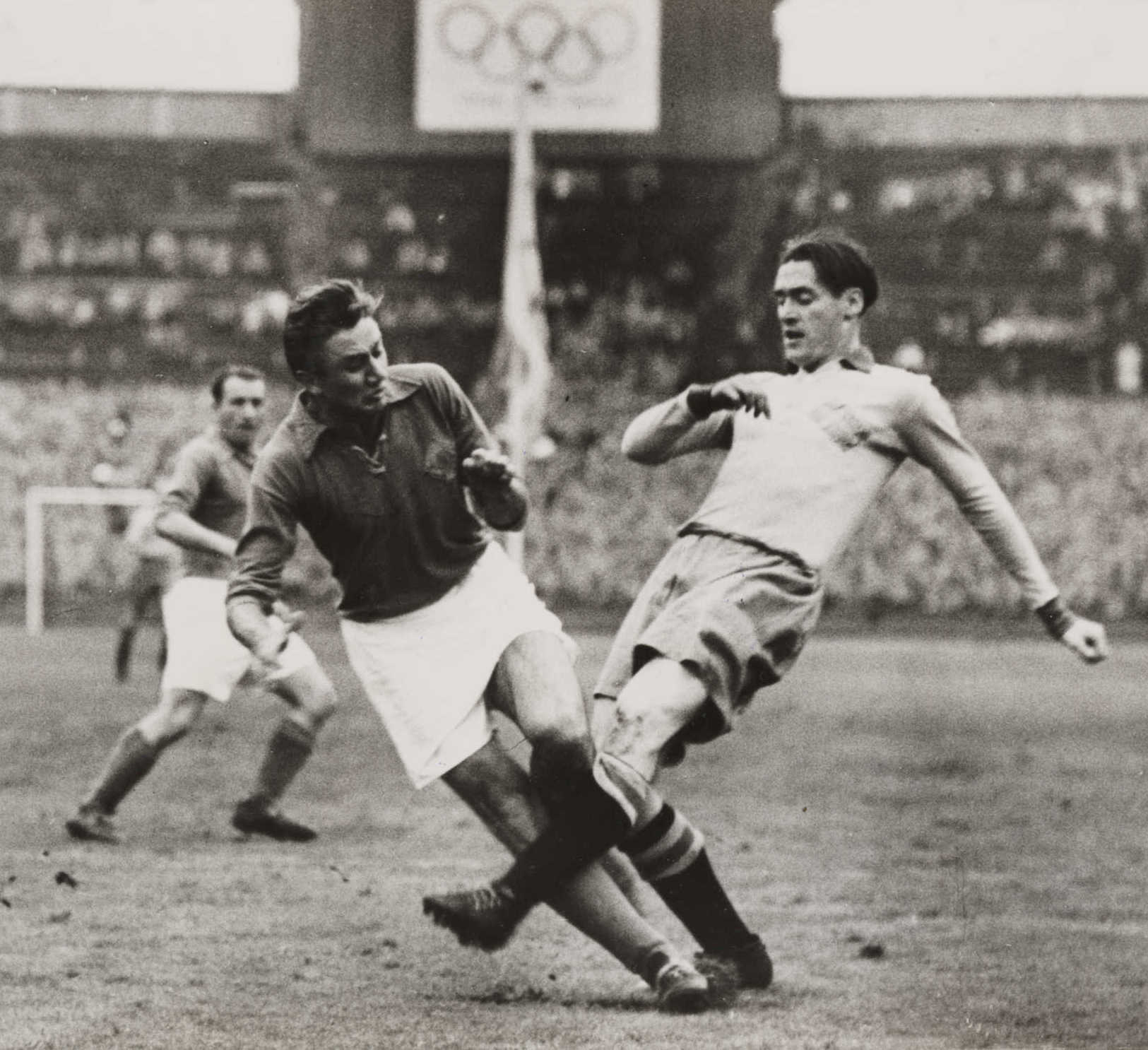
Liedholm (a destra) con la nazionale svedese al torneo olimpico di

Con la nazionale svedese vinse la medaglia d'oro al torneo olimpico di Londra 1948, e giunse secondo – da capitano – al campionato del mondo 1958, alle spalle del Brasile.
Totalizzò 23 presenze, realizzando 12 gol, con un'assenza di nove anni, tra il giugno 1949 e il giugno 1958 a causa della politica della federazione svedese che aveva posto il veto alla convocazione di giocatori professionisti. Tale decisione fu revocata due anni prima dei mondiali svedesi del 1958, in cui Liedholm fu protagonista e segnò il gol del momentaneo 1-0 nella finale poi persa contro il Brasile. Tale gol lo rende peraltro detentore del record di marcatore più anziano in una finale di un Campionato mondiale di calcio.

### Allenatore

Liedholm all'esordio sulla panchina della Roma, nella stagione 1973-1974.

Nel 1961, dopo aver smesso di giocare all'età di trentanove anni, il Barone iniziò una brillante carriera da allenatore. Le squadre da lui allenate furono il Milan, il Verona (con cui ottenne la promozione in Serie A), il Monza, il Varese, con altra promozione in Serie A, la Fiorentina (con cui perse una finale di Coppa Mitropa e una finale di Coppa Anglo-Italiana) e la Roma.
Da allenatore vinse due volte il campionato italiano di calcio, con il Milan nel 1979 e con la Roma nel 1983. Con la squadra giallorossa raggiunse nel 1984 la finale della Coppa dei Campioni all'Olimpico di Roma, perdendo contro il Liverpool ai tiri di rigore, e vinse tre Coppe Italia nel 1980, 1981 e 1984.
In panchina, inoltre, fu tra i primi nel calcio italiano ad adottare con sistematicità la difesa a zona, sui modelli delle nazionali olandese e brasiliana.
L'ultima apparizione da allenatore fu nel campionato 1996-1997, quando prese il posto dell'esonerato Carlos Bianchi alla Roma, traghettando i giallorossi alla salvezza e arrivando a festeggiare le mille presenze in Serie A, dopodiché si dedicò al giornalismo come commentatore sportivo.

Liedholm (a sinistra) allenatore del Milan nella stagione 1984-1985, insieme al suo giocatore Agostino Di Bartolomei.

Apprezzato tanto per le sue qualità di calciatore e allenatore quanto per la signorilità che ne contraddistingueva i modi, in campo come fuori, la Svezia ha dedicato a Liedholm un francobollo, per ricordare quello che, secondo un sondaggio effettuato nel 1999 dal più diffuso quotidiano svedese, è stato il più importante calciatore della sua storia.

## Il "Premio Liedholm"
Nel 2011 è stata fondata a Cuccaro Monferrato, da un gruppo di suoi grandi estimatori e con l'appoggio del figlio Carlo e dei nipoti, l'Associazione Nils Liedholm, che nello stesso anno ha istituito un premio in memoria dell'indimenticato "Barone". Il Premio Liedholm - campione sul campo, signore nella vita è attribuito ogni anno ad uno sportivo che si sia particolarmente distinto non solo per i risultati raggiunti, ma per quei valori di lealtà, correttezza, signorilità, trasparenza ed eleganza che tanto hanno contraddistinto la vita e la carriera sportiva del grande Nils. Il premio viene assegnato dal Comitato organizzatore (il presidente è Fabio Bellinaso, sindaco di Cuccaro Monferrato per 10 anni, mentre il presidente onorario è Carlo Liedholm) con l'imprescindibile contributo di una delle principali firme della Gazzetta dello Sport, Alberto Cerruti.
Il primo vincitore del Liedholm è stato Carlo Ancelotti. Dall'edizione 2019 il Premio Liedholm, per ricordare l'amore e la passione di Nils per tutti gli sport, si arricchisce di una sezione dedicata anche agli "altri sport", che va ad affiancare quella dedicata al calcio. La prima vincitrice del Liedholm dedicato agli "altri sport" è stata la saltatrice Sara Simeoni.
Il comune di Cuccaro Monferrato, il 15 aprile 2023, gli ha intitolato una piazza davanti alla chiesa parrocchiale.
Il comune di Roma, l'8 ottobre 2024, nel Municipio Roma IX, gli ha dedicato a Trigoria un giardino: "giardino Nils Liedholm".

## Statistiche

### Presenze e reti nei club italiani
| Stagione              | Squadra               | Campionato            | Campionato | Campionato | Coppe nazionali | Coppe nazionali | Coppe nazionali | Coppe continentali | Coppe continentali | Coppe continentali | Altre coppe | Altre coppe | Altre coppe | Totale | Totale |
| Stagione              | Squadra               | Comp                  | Pres       | Reti       | Comp            | Pres            | Reti            | Comp               | Pres               | Reti               | Comp        | Pres        | Reti        | Pres   | Reti   |
| --------------------- | --------------------- | --------------------- | ---------- | ---------- | --------------- | --------------- | --------------- | ------------------ | ------------------ | ------------------ | ----------- | ----------- | ----------- | ------ | ------ |
| 1942-1943             | Sleipner              | D2                    | ?          | ?          | -               | -               | -               | -                  | -                  | -                  | -           | -           | -           | ?      | ?      |
| 1943-1944             | Sleipner              | D2                    | ?          | ?          | -               | -               | -               | -                  | -                  | -                  | -           | -           | -           | ?      | ?      |
| 1944-1945             | Sleipner              | D2                    | ?          | ?          | -               | -               | -               | -                  | -                  | -                  | -           | -           | -           | ?      | ?      |
| 1945-1946             | Sleipner              | D2                    | ?          | ?          | -               | -               | -               | -                  | -                  | -                  | -           | -           | -           | ?      | ?      |
| Totale Sleipner       | Totale Sleipner       | Totale Sleipner       | 60         | 24         |                 | -               | -               |                    | -                  | -                  |             | -           | -           | 60     | 24     |
| 1946-1947             | IFK Norrköping        | AL                    | 10         | 5          | SC              | ?               | ?               | -                  | -                  | -                  | -           | -           | -           | 10+    | 5+     |
| 1947-1948             | IFK Norrköping        | AL                    | 19         | 10         | SC              | ?               | ?               | -                  | -                  | -                  | -           | -           | -           | 19+    | 10+    |
| 1948-1949             | IFK Norrköping        | AL                    | 19         | 7          | SC              | ?               | ?               | -                  | -                  | -                  | -           | -           | -           | 19+    | 7+     |
| Totale IFK Norrköping | Totale IFK Norrköping | Totale IFK Norrköping | 48         | 22         |                 | ?               | ?               |                    | -                  | -                  |             | -           | -           | 48+    | 22+    |
| 1949-1950             | Milan                 | A                     | 37         | 18         | -               | -               | -               | -                  | -                  | -                  | -           | -           | -           | 37     | 18     |
| 1950-1951             | Milan                 | A                     | 31         | 13         | -               | -               | -               | -                  | -                  | -                  | CL          | 2           | 0           | 33     | 13     |
| 1951-1952             | Milan                 | A                     | 38         | 9          | -               | -               | -               | -                  | -                  | -                  | -           | -           | -           | 38     | 9      |
| 1952-1953             | Milan                 | A                     | 30         | 6          | -               | -               | -               | -                  | -                  | -                  | CL          | 2           | 1           | 32     | 7      |
| 1953-1954             | Milan                 | A                     | 31         | 10         | -               | -               | -               | -                  | -                  | -                  | -           | -           | -           | 31     | 10     |
| 1954-1955             | Milan                 | A                     | 28         | 6          | -               | -               | -               | -                  | -                  | -                  | CL          | 1           | 1           | 29     | 7      |
| 1955-1956             | Milan                 | A                     | 31         | 1          | -               | -               | -               | CC                 | 6                  | 0                  | CL          | 2           | 0           | 39     | 1      |
| 1956-1957             | Milan                 | A                     | 26         | 4          | -               | -               | -               | -                  | -                  | -                  | CL          | 2           | 1           | 28     | 5      |
| 1957-1958             | Milan                 | A                     | 24         | 7          | CI              | 0               | 0               | CC                 | 8                  | 2                  | -           | -           | -           | 32     | 9      |
| 1958-1959             | Milan                 | A                     | 30         | 1          | CI              | 2               | 1               | -                  | -                  | -                  | -           | -           | -           | 32     | 2      |
| 1959-1960             | Milan                 | A                     | 28         | 3          | CI              | 0               | 0               | CC                 | 4                  | 0                  | CA          | 3           | 2           | 35     | 5      |
| 1960-1961             | Milan                 | A                     | 25         | 3          | CI              | 1               | 0               | -                  | -                  | -                  | CA          | 2           | 0           | 28     | 3      |
| Totale Milan          | Totale Milan          | Totale Milan          | 359        | 81         |                 | 3               | 1               |                    | 18                 | 2                  |             | 14          | 5           | 394    | 89     |
| Totale carriera       | Totale carriera       | Totale carriera       | 467        | 127        |                 | 3+              | 1+              |                    | 18                 | 2                  |             | 14          | 5           | 502+   | 135+   |

### Cronologia presenze e reti in nazionale
| Cronologia completa delle presenze e delle reti in nazionale ― Svezia | Cronologia completa delle presenze e delle reti in nazionale ― Svezia | Cronologia completa delle presenze e delle reti in nazionale ― Svezia | Cronologia completa delle presenze e delle reti in nazionale ― Svezia | Cronologia completa delle presenze e delle reti in nazionale ― Svezia | Cronologia completa delle presenze e delle reti in nazionale ― Svezia | Cronologia completa delle presenze e delle reti in nazionale ― Svezia | Cronologia completa delle presenze e delle reti in nazionale ― Svezia |
| Data                                                                  | Città                                                                 | In casa                                                               | Risultato                                                             | Ospiti                                                                | Competizione                                                          | Reti                                                                  | Note                                                                  |
| --------------------------------------------------------------------- | --------------------------------------------------------------------- | --------------------------------------------------------------------- | --------------------------------------------------------------------- | --------------------------------------------------------------------- | --------------------------------------------------------------------- | --------------------------------------------------------------------- | --------------------------------------------------------------------- |
| 15-6-1947                                                             | Copenaghen                                                            | Danimarca                                                             | 1 – 4                                                                 | Svezia                                                                | Amichevole                                                            | 1                                                                     |                                                                       |
| 26-6-1947                                                             | Solna                                                                 | Svezia                                                                | 6 – 1                                                                 | Danimarca                                                             | Amichevole                                                            | -                                                                     |                                                                       |
| 28-6-1947                                                             | Helsingborg                                                           | Svezia                                                                | 5 – 1                                                                 | Norvegia                                                              | Amichevole                                                            | -                                                                     |                                                                       |
| 24-8-1947                                                             | Borås                                                                 | Svezia                                                                | 7 – 0                                                                 | Finlandia                                                             | Amichevole                                                            | 2                                                                     |                                                                       |
| 14-9-1947                                                             | Solna                                                                 | Svezia                                                                | 5 – 4                                                                 | Polonia                                                               | Amichevole                                                            | 1                                                                     |                                                                       |
| 5-10-1947                                                             | Solna                                                                 | Svezia                                                                | 4 – 1                                                                 | Norvegia                                                              | Amichevole                                                            | 1                                                                     |                                                                       |
| 19-11-1947                                                            | Londra                                                                | Inghilterra                                                           | 4 – 2                                                                 | Svezia                                                                | Amichevole                                                            | -                                                                     |                                                                       |
| 9-6-1948                                                              | Amsterdam                                                             | Paesi Bassi                                                           | 1 – 0                                                                 | Svezia                                                                | Amichevole                                                            | -                                                                     |                                                                       |
| 11-7-1948                                                             | Solna                                                                 | Svezia                                                                | 3 – 2                                                                 | Austria                                                               | Amichevole                                                            | 1                                                                     |                                                                       |
| 2-8-1948                                                              | Londra                                                                | Svezia                                                                | 3 – 0                                                                 | Austria                                                               | Olimpiadi 1948 - Ottavi di finale                                     | -                                                                     |                                                                       |
| 5-8-1948                                                              | Londra                                                                | Svezia                                                                | 12 – 0                                                                | Corea del Sud                                                         | Olimpiadi 1948 - Quarti di finale                                     | 2                                                                     |                                                                       |
| 10-8-1948                                                             | Londra                                                                | Danimarca                                                             | 2 – 4                                                                 | Svezia                                                                | Olimpiadi 1948 - Semifinale                                           | -                                                                     |                                                                       |
| 13-8-1948                                                             | Londra                                                                | Jugoslavia                                                            | 1 – 3                                                                 | Svezia                                                                | Olimpiadi 1948 - Finale                                               | -                                                                     | 1º titolo olimpico                                                    |
| 19-9-1948                                                             | Oslo                                                                  | Norvegia                                                              | 3 – 5                                                                 | Svezia                                                                | Amichevole                                                            | -                                                                     |                                                                       |
| 10-10-1948                                                            | Solna                                                                 | Svezia                                                                | 1 – 0                                                                 | Danimarca                                                             | Amichevole                                                            | 1                                                                     |                                                                       |
| 14-11-1948                                                            | Vienna                                                                | Austria                                                               | 2 – 1                                                                 | Svezia                                                                | Amichevole                                                            | -                                                                     |                                                                       |
| 13-5-1949                                                             | Solna                                                                 | Svezia                                                                | 3 – 1                                                                 | Inghilterra                                                           | Amichevole                                                            | -                                                                     |                                                                       |
| 2-6-1949                                                              | Solna                                                                 | Svezia                                                                | 3 – 1                                                                 | Irlanda                                                               | Qual. Mondiali 1950                                                   | 1                                                                     |                                                                       |
| 8-6-1958                                                              | Solna                                                                 | Svezia                                                                | 3 – 0                                                                 | Messico                                                               | Mondiali 1958 - 1º turno                                              | 1                                                                     |                                                                       |
| 12-6-1958                                                             | Solna                                                                 | Svezia                                                                | 2 – 1                                                                 | Ungheria                                                              | Mondiali 1958 - 1º turno                                              | -                                                                     |                                                                       |
| 19-6-1958                                                             | Solna                                                                 | Svezia                                                                | 2 – 0                                                                 | Unione Sovietica                                                      | Mondiali 1958 - Quarti di finale                                      | -                                                                     |                                                                       |
| 24-6-1958                                                             | Göteborg                                                              | Svezia                                                                | 3 – 1                                                                 | Germania Ovest                                                        | Mondiali 1958 - Semifinale                                            | -                                                                     |                                                                       |
| 19-6-1958                                                             | Solna                                                                 | Brasile                                                               | 5 – 2                                                                 | Svezia                                                                | Mondiali 1958 - Finale                                                | 1                                                                     | 2º posto                                                              |
| Totale                                                                |                                                                       | Presenze                                                              | 23                                                                    |                                                                       | Reti                                                                  | 12                                                                    |                                                                       |

| Cronologia completa delle presenze e delle reti in nazionale ― Svezia B | Cronologia completa delle presenze e delle reti in nazionale ― Svezia B | Cronologia completa delle presenze e delle reti in nazionale ― Svezia B | Cronologia completa delle presenze e delle reti in nazionale ― Svezia B | Cronologia completa delle presenze e delle reti in nazionale ― Svezia B | Cronologia completa delle presenze e delle reti in nazionale ― Svezia B | Cronologia completa delle presenze e delle reti in nazionale ― Svezia B | Cronologia completa delle presenze e delle reti in nazionale ― Svezia B |
| Data                                                                    | Città                                                                   | In casa                                                                 | Risultato                                                               | Ospiti                                                                  | Competizione                                                            | Reti                                                                    | Note                                                                    |
| ----------------------------------------------------------------------- | ----------------------------------------------------------------------- | ----------------------------------------------------------------------- | ----------------------------------------------------------------------- | ----------------------------------------------------------------------- | ----------------------------------------------------------------------- | ----------------------------------------------------------------------- | ----------------------------------------------------------------------- |
| 16-6-1946                                                               | Norrköping                                                              | Svezia B                                                                | 4 – 2                                                                   | Danimarca under 23                                                      | Amichevole                                                              | -                                                                       |                                                                         |
| Totale                                                                  |                                                                         | Presenze                                                                | 1                                                                       |                                                                         | Reti                                                                    | 0                                                                       |                                                                         |

### Record
- Marcatore più anziano in una finale di un Campionato mondiale di calcio, grazie al gol del momentaneo 1-0 nella finale dei Mondiali del 1958 segnato all'età di 35 anni e 264 giorni.[18]

### Statistiche da allenatore
In grassetto le competizioni vinte.
| Stagione          | Squadra           | Campionato        | Campionato | Campionato | Campionato | Campionato | Coppe nazionali | Coppe nazionali | Coppe nazionali | Coppe nazionali | Coppe nazionali | Coppe continentali | Coppe continentali | Coppe continentali | Coppe continentali | Coppe continentali | Altre coppe | Altre coppe | Altre coppe | Altre coppe | Altre coppe | Totale | Totale | Totale | Totale | % Vittorie | Piazzamento        |
| Stagione          | Squadra           | Comp              | G          | V          | N          | P          | Comp            | G               | V               | N               | P               | Comp               | G                  | V                  | N                  | P                  | Comp        | G           | V           | N           | P           | G      | V      | N      | P      | %          | Piazzamento        |
| ----------------- | ----------------- | ----------------- | ---------- | ---------- | ---------- | ---------- | --------------- | --------------- | --------------- | --------------- | --------------- | ------------------ | ------------------ | ------------------ | ------------------ | ------------------ | ----------- | ----------- | ----------- | ----------- | ----------- | ------ | ------ | ------ | ------ | ---------- | ------------------ |
| mar.-mag. 1964    | Milan             | A                 | 11         | 8          | 2          | 1          | CI              | 1               | 0               | 0               | 1               | -                  | -                  | -                  | -                  | -                  | -           | -           | -           | -           | -           | 12     | 8      | 2      | 2      | 66,67      | Sub. 3°            |
| 1964-1965         | Milan             | A                 | 34         | 21         | 9          | 4          | CI              | 1               | 0               | 0               | 1               | CdF                | 2                  | 1                  | 0                  | 1                  | -           | -           | -           | -           | -           | 37     | 22     | 9      | 6      | 59,46      | 2°                 |
| 1965-mar. 1966    | Milan             | A                 | 23         | 11         | 8          | 4          | CI              | 1               | 0               | 0               | 1               | CdF                | 9                  | 4                  | 2                  | 3                  | -           | -           | -           | -           | -           | 33     | 15     | 10     | 8      | 45,45      | Eson., Sub., Eson. |
| gen.-giu. 1967    | Verona            | B                 | 18         | 7          | 4          | 7          | -               | -               | -               | -               | -               | -                  | -                  | -                  | -                  | -                  | -           | -           | -           | -           | -           | 18     | 7      | 4      | 7      | 38,89      | Sub. 12°           |
| 1967-1968         | Verona            | B                 | 40         | 17         | 14         | 9          | CI              | 2               | 1               | 0               | 1               | -                  | -                  | -                  | -                  | -                  | -           | -           | -           | -           | -           | 42     | 18     | 14     | 10     | 42,86      | 2° (prom.)         |
| 1968-1969         | Monza             | B                 | 29         | 8          | 14         | 7          | CI              | 3               | 1               | 0               | 2               | -                  | -                  | -                  | -                  | -                  | -           | -           | -           | -           | -           | 32     | 9      | 14     | 9      | 28,13      | 11°                |
| 1969-1970         | Varese            | B                 | 38         | 16         | 17         | 5          | CI              | 12              | 3               | 5               | 4               | -                  | -                  | -                  | -                  | -                  | -           | -           | -           | -           | -           | 50     | 19     | 22     | 9      | 38,00      | 1° (prom.)         |
| 1970-1971         | Varese            | A                 | 30         | 5          | 16         | 9          | CI              | 3               | 0               | 0               | 3               | -                  | -                  | -                  | -                  | -                  | -           | -           | -           | -           | -           | 33     | 5      | 16     | 12     | 15,15      | 8°                 |
| Totale Varese     | Totale Varese     | Totale Varese     | 68         | 21         | 33         | 14         |                 | 15              | 3               | 5               | 7               |                    | -                  | -                  | -                  | -                  |             | -           | -           | -           | -           | 83     | 24     | 38     | 21     | 28,92      |                    |
| 1971-1972         | Fiorentina        | A                 | 30         | 12         | 12         | 6          | CI              | 9               | 4               | 4               | 1               | -                  | -                  | -                  | -                  | -                  | CM          | 6           | 3           | 1           | 2           | 45     | 19     | 17     | 9      | 42,22      | 6°                 |
| 1972-1973         | Fiorentina        | A                 | 30         | 16         | 5          | 9          | CI              | 4               | 0               | 3               | 1               | CU                 | 4                  | 3                  | 0                  | 1                  | CAI         | 7           | 2           | 3           | 2           | 45     | 21     | 11     | 13     | 46,67      | 4°                 |
| Totale Fiorentina | Totale Fiorentina | Totale Fiorentina | 60         | 28         | 17         | 15         |                 | 13              | 4               | 7               | 2               |                    | 4                  | 3                  | 0                  | 1                  |             | 13          | 5           | 4           | 4           | 90     | 40     | 28     | 22     | 44,44      |                    |
| dic. 1973-1974    | Roma              | A                 | 24         | 9          | 9          | 6          | -               | -               | -               | -               | -               | -                  | -                  | -                  | -                  | -                  | -           | -           | -           | -           | -           | 24     | 9      | 9      | 6      | 37,50      | Sub. 8°            |
| 1974-1975         | Roma              | A                 | 30         | 15         | 9          | 6          | CI              | 10              | 5               | 3               | 2               | -                  | -                  | -                  | -                  | -                  | -           | -           | -           | -           | -           | 40     | 20     | 12     | 8      | 50,00      | 3°                 |
| 1975-1976         | Roma              | A                 | 30         | 6          | 13         | 11         | CI              | 4               | 2               | 1               | 1               | CU                 | 6                  | 2                  | 0                  | 4                  | -           | -           | -           | -           | -           | 40     | 10     | 14     | 16     | 25,00      | 10°                |
| 1976-1977         | Roma              | A                 | 30         | 9          | 10         | 11         | CI              | 4               | 2               | 2               | 0               | -                  | -                  | -                  | -                  | -                  | -           | -           | -           | -           | -           | 34     | 11     | 12     | 11     | 32,35      | 7°                 |
| 1977-1978         | Milan             | A                 | 30         | 12         | 13         | 5          | CI              | 6               | 3               | 2               | 1               | CdC                | 2                  | 1                  | 0                  | 1                  | -           | -           | -           | -           | -           | 38     | 16     | 15     | 7      | 42,11      | 4°                 |
| 1978-1979         | Milan             | A                 | 30         | 17         | 10         | 3          | CI              | 4               | 2               | 1               | 1               | CU                 | 6                  | 2                  | 2                  | 2                  | -           | -           | -           | -           | -           | 40     | 21     | 13     | 6      | 52,50      | 1°                 |
| 1979-1980         | Roma              | A                 | 30         | 10         | 12         | 8          | CI              | 9               | 5               | 4               | 0               | -                  | -                  | -                  | -                  | -                  | -           | -           | -           | -           | -           | 39     | 15     | 16     | 8      | 38,46      | 6°                 |
| 1980-1981         | Roma              | A                 | 30         | 14         | 14         | 2          | CI              | 6               | 2               | 4               | 0               | CdC                | 2                  | 1                  | 0                  | 1                  | TC          | 2           | 0           | 2           | 0           | 40     | 17     | 20     | 3      | 42,50      | 2°                 |
| 1981-1982         | Roma              | A                 | 30         | 15         | 8          | 7          | CI              | 2               | 1               | 0               | 1               | CdC                | 4                  | 2                  | 1                  | 1                  | -           | -           | -           | -           | -           | 36     | 18     | 9      | 9      | 50,00      | 3°                 |
| 1982-1983         | Roma              | A                 | 30         | 16         | 11         | 3          | CI              | 9               | 6               | 1               | 2               | CU                 | 8                  | 3                  | 1                  | 4                  | -           | -           | -           | -           | -           | 47     | 25     | 13     | 9      | 53,19      | 1°                 |
| 1983-1984         | Roma              | A                 | 30         | 15         | 11         | 4          | CI              | 13              | 10              | 3               | 0               | CC                 | 9                  | 5                  | 1                  | 3                  | -           | -           | -           | -           | -           | 52     | 30     | 15     | 7      | 57,69      | 2°                 |
| 1984-1985         | Milan             | A                 | 30         | 12         | 12         | 6          | CI              | 13              | 5               | 6               | 2               | -                  | -                  | -                  | -                  | -                  | -           | -           | -           | -           | -           | 43     | 17     | 18     | 8      | 39,53      | 5°                 |
| 1985-1986         | Milan             | A                 | 30         | 10         | 11         | 9          | CI              | 7               | 3               | 2               | 2               | CU                 | 6                  | 2                  | 1                  | 3                  | TE          | 3           | 0           | 1           | 2           | 46     | 15     | 15     | 16     | 32,61      | 7°                 |
| 1986-apr. 1987    | Milan             | A                 | 25         | 11         | 7          | 7          | CI              | 6               | 3               | 1               | 2               | -                  | -                  | -                  | -                  | -                  | -           | -           | -           | -           | -           | 31     | 14     | 8      | 9      | 45,16      | Eson.              |
| Totale Milan      | Totale Milan      | Totale Milan      | 213        | 102        | 72         | 39         |                 | 39              | 16              | 12              | 11              |                    | 25                 | 10                 | 5                  | 10                 |             | 3           | 0           | 1           | 2           | 280    | 128    | 90     | 62     | 45,71      |                    |
| 1987-1988         | Roma              | A                 | 30         | 15         | 8          | 7          | CI              | 7               | 3               | 3               | 1               | -                  | -                  | -                  | -                  | -                  | -           | -           | -           | -           | -           | 37     | 18     | 11     | 8      | 48,65      | 3°                 |
| 1988-1989         | Roma              | A                 | 30+1       | 11+0       | 10+0       | 9+1        | CI              | 8               | 5               | 0               | 3               | CU                 | 6                  | 2                  | 0                  | 4                  | -           | -           | -           | -           | -           | 45     | 18     | 10     | 17     | 40,00      | Eson., Sub., 8º    |
| mar.-mag. 1992    | Verona            | A                 | 9          | 1          | 2          | 6          | -               | -               | -               | -               | -               | -                  | -                  | -                  | -                  | -                  | -           | -           | -           | -           | -           | 9      | 1      | 2      | 6      | 11,11      | Sub. 16° (retr.)   |
| Totale Verona     | Totale Verona     | Totale Verona     | 67         | 25         | 20         | 22         |                 | 2               | 1               | 0               | 1               |                    | -                  | -                  | -                  | -                  |             | -           | -           | -           | -           | 69     | 26     | 20     | 23     | 37,68      |                    |
| apr.-mag. 1997    | Roma              | A                 | 8          | 1          | 2          | 5          | -               | -               | -               | -               | -               | -                  | -                  | -                  | -                  | -                  | -           | -           | -           | -           | -           | 8      | 1      | 2      | 5      | 12,50      | Sub. 12°           |
| Totale Roma       | Totale Roma       | Totale Roma       | 332+1      | 136+0      | 117+0      | 79+1       |                 | 72              | 41              | 21              | 10              |                    | 35                 | 15                 | 3                  | 17                 |             | 2           | 0           | 2           | 0           | 442    | 192    | 143    | 107    | 43,44      |                    |
| Totale carriera   | Totale carriera   | Totale carriera   | 770        | 320        | 273        | 177        |                 | 144             | 66              | 45              | 33              |                    | 64                 | 28                 | 8                  | 28                 |             | 18          | 5           | 7           | 6           | 996    | 419    | 333    | 244    | 42,07      |                    |

## Palmarès

### Giocatore

#### Club
- Campionato svedese: 2

IFK Norrköping: 1946-47, 1947-48
- Campionato italiano: 4

Milan: 1950-1951, 1954-1955, 1956-1957, 1958-1959
- Coppa Latina: 2

Milan: 1951, 1956

#### Nazionale
- Oro olimpico: 1

Londra 1948

### Allenatore

#### Club
- Campionato italiano di Serie B: 1

Varese: 1969-1970
- Campionato italiano: 2

Milan: 1978-1979
Roma: 1982-1983
- Coppa Italia: 3

Roma: 1979-1980, 1980-1981, 1983-1984

#### Individuale
- Seminatore d'oro: 2[31]

1974-1975, 1983
- Inserito nella Hall of Fame del calcio italiano

2016 (riconoscimento alla memoria)